# Domenico Troilo
Domenico Troilo (Gessopalena, 22 aprile 1922 – Lanciano, 11 marzo 2007) è stato un militare e patriota italiano laureato in Sociologia presso l'Università di Urbino. È stato Vicecomandante, con il ruolo di Comandante in campo, del Corpo Patrioti della Maiella. È stato decorato con la Medaglia d'Argento al Valor Militare e insignito della Croce di valoroso con spade da parte del II Corpo d'armata polacco.

## Biografia
Troilo era sottotenente della Regia Aeronautica durante il servizio di leva. Nella Seconda guerra mondiale trascorse due anni in Tunisia, per poi essere trasferito in servizio a Venaria Reale dove si trovava al momento della dichiarazione dell'armistizio con gli Alleati.
Con l'esercito allo sbando e lasciato senza ordini dal Governo e dal Re che fuggì da Ortona (CH), tornò in modo rocambolesco presso la sua terra natale. Il 4 dicembre 1943 perse la madre, uccisa con una raffica di mitra, per mano di unità della Wehrmacht che si macchiarono anche dell'eccidio di Sant'Agata di Gessopalena.
Per evitare di essere rastrellato fu costretto alla macchia, dove iniziò la sua attività di resistente in una piccola banda. Confluì agli inizi del 1944 nella Brigata Maiella, fondata il 5 dicembre 1943 dall'avvocato Ettore Troilo, già segretario di Giacomo Matteotti e di convinzioni socialiste, con cui non aveva alcun legame di parentela.
Nella Brigata Maiella coprì l'incarico di vicecomandante e si distinse per eroiche azioni sul campo (come a Fallascoso e a Montecarotto) e per una eccellente capacità tattica, riconosciute e lodate dai comandi alleati del V Corpo d'armata britannico e del II Corpo d'armata polacco, come nel caso della vittoria di Monte Mauro.
Durante il conflitto fu ferito due volte, ma nonostante tutto continuò a combattere sino allo scioglimento del corpo, che era stato inquadrato come unità scelta di fanteria da montagna nel II Korpus polacco del generale Władysław Anders e del quale esercitò il comando effettivo in azione in raccordo con gli ufficiali di collegamento inglesi e polacchi. Questi ultimi, in riconoscimento dell'ardimento in battaglia, lo decorarono di croce di valoroso con spade. Uguali attestati di stima ebbe da Umberto di Savoia, sia quando era Luogotenente generale, sia come re in esilio.
Negli ultimi anni di vita amava tramandare agli studenti le esperienze dei suoi anni giovani, per metterli in guardia contro gli orrori della guerra.

### Riconoscimenti
Nel 2006 è stato eletto, all'unanimità, presidente della Fondazione Brigata Maiella.
Il 2 agosto 2009 gli è stata dedicata una piazza a Gessopalena intitolata appunto "Piazza Domenico Troilo" e situata nei pressi della sua abitazione.
Nel dicembre 2011 è realizzato uno spettacolo teatrale, scritto da Federica Vicino, chiamato "Fino a scalfire le pietre", regia di Claudio Di Scanno, con Susanna Costaglione, Maurizio Melchiorre (in seguito sostituito da Giuseppe Pomponio) e Massimo Leone, che ripercorre i tratti significativi della Brigata Maiella e del suo vice comandante Domenico Troilo.
Dal 2016 la compagnia delle Officine Solidali Teatro di Pescara propone lo spettacolo "Sulla lunga linea di fuoco", scritto e diretto da Federica Vicino, con Pascal Di Felice, Lorenzo ed Enrico Valori, Erika Martelli, Romano Sarra, Egidio Colella, Maria Grazia Di Giulio, Prisca Giuliani e Giosuè Cianconi. L'allestimento delle Officine Solidali racconta gli accadimenti dell'autunno del 1943 in Abruzzo, e in particolare la storia di Domenico Troilo; ed è stato proposto anche in Inghilterra presso l'Istituto Italiano di Cultura di Londra, con il sostegno della sezione londinese dell'ANPI.